# Bernhard Schroeder
Bernhard Schroeder gelegentlich auch Schröder-Friedberg (* 20. Juli 1832 in Pfeddersheim; † 12. Juni 1908 in Darmstadt) war ein deutscher Jurist und Reichstagsabgeordneter.

## Leben und Wirken
Schroeder studierte an den Universitäten Gießen und Heidelberg Jura. 1855 bestand er die erste juristische Staatsprüfung. Von 1861 bis 1866 war er Sekretär der Handelskammer Worms. In den Jahren 1874 bis 1884 vertrat er den Wahlkreis Großherzogtum Hessen 2 (Friedberg-Büdingen-Vilbel) im Deutschen Reichstag erst als Mitglied der Nationalliberalen Partei, dann der Liberalen Vereinigung. Von 1872 bis 1900 war er Mitglied der II. Kammer der Landstände des Großherzogtums Hessen.